# Zelotes perditus
Zelotes perditus este o specie de păianjeni din genul Zelotes, familia Gnaphosidae, descrisă de Chamberlin în anul 1922. Conform Catalogue of Life specia Zelotes perditus nu are subspecii cunoscute.